# Xystochroma zikani
Xystochroma zikani är en skalbaggsart som först beskrevs av Dmytro Zajciw 1965.  Xystochroma zikani ingår i släktet Xystochroma och familjen långhorningar. Inga underarter finns listade i Catalogue of Life.